# Дусматова, Гульнара Абдулаевна
Гульнара Абдулаевна Дусматова (род. 5.11.1964, Алма-Ата) — советская и казахстанская киноактриса, Заслуженный деятель Казахстана (2011).

## Биография
Родилась 5 ноября 1964 года в Алма-Ате. Мать — экономист, отец — инженер. Актрисой мечтала стать с детства. Училась в русской  школе,окончила с золотой медалью. Окончила филологический факультет Казахского государственного университета им. С. М. Кирова в 1989 году.

### Творчество
В кино с 12 лет. Дебютом стала роль юной Айгерим в фильме Абдулы Карсакбаева «Погоня в степи» (1979). Фильм имел огромный успех.
В 1982 году Гульнару пригласили работать диктором на телевидение. Впоследствии она много снималась в различных телевизионных проектах, была бессменной ведущей международного музыкального фестиваля «Азия дауысы».
С 1985 года – штатная актриса киностудии «Казахфильм» им. Ш. Айманова.
С 1991 года – член Союза кинематографистов Казахстана.
В 1996 году вышел спектакль «Фрёкен Жюли» по Стриндбергу осуществленный студией «Театральный ангажемент», где сыграла главную роль. Это стало событием в театральной жизни Казахстана.
Особенно Гульнара заполнилась зрителям по выступлениям на ретро-фестивалях «Алма-Ата — моя первая любовь», «Караганда – город юности моей».
В 2008 году принимала участие в озвучивании фильма Мустафа Шокай (Россия, Казахстан) :: Мария Горина-Чокай.
В 2009 году была членом жюри на 31-м Московском международном кинофестивале.
С 2009 года ведущая телевизионной программы «Территория кино» (производство киностудии «Казахфильм» и Агентство «Хабар»).
В 2010 году участвовала в телевизионном проекте“Екі жұлдыз”.Позже была солисткой группы «Апашки»продюсером трио стала Динара Адам .
В 2011 году в эфире «Седьмого канала» приняла участие вместе с мужем в телешоу «Сорок миллионов тенге».Где супружская пара выиграли 2 миллиона тенге.

### Награды
1. В 1985 году за роль в фильме «Человеческий фактор» была удостоена Главного приза за лучшую женскую роль на XVIII Всесоюзном кинофестивале в Минске[12].
2. В 2000 году была признана «Актрисой года» по результатам опроса фестиваля-конкурса «Выбор года в Казахстане»[13][6][14].
3. Указом Президента Казахстана от 7 декабря 2011 года награждена почетным званием «Заслуженный деятель Республики Казахстан» за заслуги и достижения в кинематографии[15][16].

### Личная жизнь
- Была замужем за сыном Народного артиста Казахской ССР, лауреата Государственной премии Казахстана Сабита Оразбаева композитором Адилем Оразбаевым[17], брак продлился 5 лет[17];
  - от этого брака имеет дочь Айшу (род. в 1986). 
    - Две внучки[18][19]Старшая Ая[20]
- Второй муж — кинорежиссер Хуат Ахметов. Пара воспитывает дочь Александру.

## Фильмография
1. 1979 — Погоня в степи (каз.«Бандыны қуған Хамит») — Айгерим
2. 1981 — Провинциальный роман — в эпизоде
3. 1981 — Три дня праздника — Акбота — главная роль
4. 1982 — Красная юрта — Батима
5. 1983 — Искупи вину — Сая
6. 1983 — Непобедимый (художественный фильм) — Лайло
7. 1984 — Человеческий фактор — Дария Каратаева
8. 1988 — Пейзаж глазами спринтера — Мээрим
9. 1991 — Бегущая мишень
10. 1992 — Сон во сне (Казахстан)
11. 1993 — Кодекс молчания 2: След чёрной рыбы (Россия, Узбекистан) — Гезель, секретарша (в титрах Г. Дусметова)
12. 1995 — Кардиограмма (Казахстан) — медсестра Гуля
13. 1996—2000 — Перекресток (сериал, Казахстан) — Гаухар Султанова, адвокат (с 65-й серии)
14. 2001—2003 — Саранча (сериал, Казахстан) — Жибек, загадочная женщина
15. 2007 — Человек-ветер (Казахстан) — Ханума
16. 2007 — Застава (сериал) — Ситора, жена Надир-шаха
17. 2009 — Откройте дверь — я счастье (сериал, комедия; Казахстан, Россия) — Шолпан[21]
18. 2009 — Кто вы, господин Ка? (Казахстан) — голос за кадром
19. 2010 — Астана — любовь моя (сериал, Казахстан, Турция) — Айгуль, мать Маржан
20. 2010 — Последняя песня | Фильм № 14
21. 2010 — Гаишники (Россия, Украина) — Мэй Линг, певица
22. 2010 — Рывок (Казахстан) — мать Каната
23. 2011 — Возвращение в «А» (Казахстан, Россия) — Сауле в наши дни
24. 2011 — Ликвидатор (Казахстан) — жена Марата
25. 2012 — Книга легенд: Таинственный лес (фэнтези, комедия; Казахстан) — богиня Умай
26. 2012 — Братья 2 (сериал; Казахстан) — не был завершен
27. 2012 — Сердце мое — Астана (фильм, киноальманах, Казахстан, Россия)
28. 2012 — Моя вечная любовь (Казахстан) — мама Амана
29. 2012 — Дорога домой (Казахстан) — Жанна
30. 2014 — Перекресток в Астане (телевизионная новелла, сериал; Казахстан) — Акайша, жена Бауржана[22][23]
31. 2015 — Несломленный (мини-сериал; Казахстан)
32. 2015 — Игра на вылет (мини-сериал; Казахстан) — Дина
33. 2015 — История одного отката (cериал, криминальная драма; Казахстан) — Динара Досманова
34. 2015 — Навстречу мечте (мини-сериал; Казахстан)
35. 2016 — Моя чужая (Казахстан, Узбекистан) — мать Айлин[24]
36. 2016 — Районы (Казахстан) — мать Арсена[25]
37. 2017 — Келинка — тоже человек (Казахстан) — Гульсара
38. 2019 — Анажан (Казахстан) — Марьям[26]